# مايك كلارك (عازف قيثارة)
مايك كلارك (بالإنجليزية: Mike Clark)‏ هو عازف قيثارة أمريكي، ولد في 28 أكتوبر 1964 في لوس أنجلوس في الولايات المتحدة.

## وصلات خارجية
- مايك كلارك على موقع ميوزك برينز (الإنجليزية)
- مايك كلارك على موقع أول ميوزيك (الإنجليزية)
- مايك كلارك على موقع ديسكوغز (الإنجليزية)